# Hedriodiscus lefebvrei
Hedriodiscus lefebvrei är en tvåvingeart som först beskrevs av Macquart 1838.  Hedriodiscus lefebvrei ingår i släktet Hedriodiscus och familjen vapenflugor. Inga underarter finns listade i Catalogue of Life.